# Mantophryne menziesi
Mantophryne menziesi (Zweifel, 1972) è una rana della famiglia Microhylidae (sottofamiglia Asterophryinae), endemica della Papua Nuova Guinea.

## Distribuzione e habitat
Questa specie è endemica della Papua Nuova Guinea. Abita i territori vicini alla città di Port Moresby. Vive fino ad un massimo di 460m di altitudine.